# بلال‌آباد (کنارک)
بلال‌آباد یا بلال‌آباد چشی، روستایی در دهستان جهلیان بخش مرکزی شهرستان کنارک در استان سیستان و بلوچستان ایران است.

## جمعیت
بر پایه سرشماری عمومی نفوس و مسکن در سال ۱۳۹۵، جمعیت این روستا برابر با ۲۸۹ نفر (۶۱ خانوار) بوده‌است.